# Студент (пьеса)
«Студе́нт» — комедия Александра Сергеевича Грибоедова, написанная в соавторстве с Павлом Александровичем Катениным в 1817 году. Впервые была опубликована во втором выпуске «Сборника, издаваемого студентами Петербургского Университета», в 1860 году. Полностью была опубликована во II томе издания Шляпкина в 1889 году. До этого она при жизни Грибоедова не публиковалась и не ставилась на сцене.

## История создания
Пьеса была написана с сатирическим контекстом — высмеять сентиментально-элегическое направление 1810-х годов и лично М. Н. Загоскина — литературного противника Грибоедова. Само имя главного героя комедии — Беневольский, является псевдоним Загоскина, «Ювенал Беневольский», которым тот подписывал свои статьи в журнале «Северный наблюдатель» (1817). Также как и Беневольский из «Студента», начинающий карьеру литератора Загоскин приехал в столицу из провинции.

## Действующие лица
- Евлампий Аристархович Беневельский, студент из Казани.
- Федька, его слуга.
- Александр Петрович Звёздов.
- Настасья Ивановна Звёздова, жена его.
- Евгений Иванович Саблин, брат её, гусарский ротмистр.
- Варинька, воспитанница Звездовых.
- Полюбин, влюбленный в Вариньку.
- Прохоров.
- Иван, слуга.
- Швейцар.
- Трое слуг.
- Мальчик из ресторации.

Интересен тот факт, что в самой пьесе фамилия «Беневельский» меняется на «Беневольский»

## Сюжет
Домой к Звездову является Беневольский, студент из Казани, и просит хозяйского слугу позвать барина. Ведет себя нахально, заявляет, что он — друг хозяев и его давно ждут. А также, что между Звездовым и покойным отцом молодого человека давно принято решение выдать за него их воспитанницу — Вариньку. Пока ушли звать хозяина, студент, называющий себя артистом, начинает записывать свои впечатления от Петербурга, а слуга Федька изнывает от голода. Беневольский уверен, что вскоре станет знаменитым, Звездов станет его покровителем, назначит ему пенсию и молодой человек разбогатеет. Он совершенно убежден в том, что Александр Петрович одним махом разрешит все его трудности и печали, а также, будет неустанно помогать. Студент спешит скорее переодеться, чтобы встретить то, кто только что подъехал в экипаже.
Варинька разговаривает с Полюбиным и обещает, что ни за кого, кроме него замуж не пойдет. Но сокрушается о том, как тяжко быть сиротой, за которую все решают покровители, переживает, что Звездов выдаст её за Беневольского, который ей крайне неприятен. При этом, жена Звездова — Настасья Ивановна, не против брака с Полюбиным, а сам Александр Петрович противится этому, просто из вредности, наперекор всем. Девушка собирается кланяться в ноги приемной матери, чтобы она за неё заступилась перед Звездовым и уходит, но просит возлюбленного, чтобы он ещё сегодня у них побыл, поскольку они собираются уезжать на дачу и никто не знает как надолго.
К Полюбину присоединяется Евлампий Аристархович, который очень самоуверен и спешит со всеми познакомиться. Первый понимает, что перед ним его соперник и ведет себя с ним холодно. Беневольский расстроен, что оппонент не знаком с его стихами и вообще равнодушен к поэзии, а Полюбин не понимает, почему тот не хочет служить. Вскользь замечает, что несмотря на молодой возраст, он уже статский советник, поэтому студент тоже сможет многого добиться и стать государственным человеком. Последнему чрезвычайно нравится эта идея, он говорит, что всегда мечтал заниматься таким делом, а поэзия — так, пустяк. К мужчинам присоединяется Саблин и смеясь над несуразным видом студента, просит Полюбина их познакомить. Но Беневольский ни слова не понимает из того, что ему говорит Евгений Иванович и просит Полюбина отвечать за него. Оказывается, что Саблин тоже терпеть не может литераторов, но услышав, что юноша изучал право, предлагает ему пойти в их полк юнкером. Беневольский кривится, ему хочется сразу в полковники. Полюбин и Саблин между собой решают, что нельзя никоим образом допустить, чтобы этот уродец женился на Варваре Николаевне и собираются хорошенько поговорить со Звездовой, чтобы та его отвадила от дома.
Оставшись один, Евлампий Аристархович насмехается над невежеством Полюбина и Саблина, а сам предается мечтам о том, что станет военным. А ещё лучше, министром и полководцем и стихотворцем, в придачу. Вот тогда его сразу все зауважают. Кроме того, хочется ему хоть увидеть ту, которую считает своей невестой. Как по заказу, в комнату входят Настасья Ивановна и Варинька. Беневольский, стараясь произвести на них впечатление, добивается обратного эффекта: его считают безумным, а его речи странными. Он чрезвычайно не нравится обеим, а Звездова и вовсе его не может слушать, поэтому оставляет их наедине с Варинькой. Но вот незадача: студент их перепутал и решил, что его невеста — Звездова, поскольку она молода и хороша собой, а Варинька — так, служанка. Ужасная правда о том, что Звездова — хозяйка дома и супруга барина, совсем обескураживает Евлампия. Но он успел в неё отчаянно влюбиться и подкупает слугу Ивана, чтобы тот все рассказывал ему, что происходит в доме. Приходит Звездов и с порога начинает раздавать хозяйственные поручения, сразу увольняет подкупленного Ивана за ненадобностью. Беневольский несмело к нему подходит и начинает напоминать про обещания и место ему сыскать хорошее, и в доме своем поселить, и Вариньку в жены отдать. Хозяин вспоминает и соглашается со всем, а сам спешит скорее отдохнуть, он устал. Впрочем, зовет студента в свой кабинет поговорить.
Тем временем, Саблин вызывается поговорить с сестрой по поводу Беневольского, а Полюбин отправляется к Звездову налаживать отношения. Итогом беседы Настасьи Ивановны и Евгения Ивановича является решение о притворном согласии Звездовой на свадьбу Евлампия Аристарховича и Вариньки, а сама она попытается так напугать мужа рассказами о студенте, что свадьбы не будет. Незаметно подкрадывается Беневольский, который слышит лишь обрывки фраз и решает, что они любовники. Успокаивает брата и сестру, что сохранит их тайну, но его просят объясниться, а когда он это делает, то Звездова сердитая уходит, а Саблин объясняет недотепе, что они не любовники.
Звездов собирается ехать по делам и прощается с домашними до вечера. Из-за угла подает голос Беневольский, о котором успели позабыть и хозяин вспоминает, что не представил студента домочадцам. Но Звездова признается мужу, что молодой человек в неё влюблен и хочет жениться, а Варинька — в том, что тот называл её «милой». Все смеются. Посрамленный студент пытается что-то объяснить, но его не слушают. Варинька рассказывает также, что её приняли за служанку, что веселит Звездова. Снова дружный хохот. Александр Петрович заболтался с домашними и уже не успевает по делам, поэтому остается дома писать письмо прокурору, о котором забыл. Супруга говорит, что они отправляются в сад до обеда, а Беневольский мог бы помочь тому написать послание. Но Звездов все делает наперекор, поэтому отказывается от помощи в написании письма, отправляет благоверную гулять, а студента оставляет наедине с Варинькой, чтобы те привыкали друг к другу. Девушка умоляет Полюбина не оставлять её одну. Экипаж Беневольского мешает на дороге и его чуть не арестовывают, ведь ему до сих пор не выделили комнату. Звездов распоряжается найти её немедленно, но потом вспоминает, что пустых комнат в доме нет, поэтому предлагает студенту общую комнату, где собирается вся семья, просто не пускать никого к себе.
Варинька остается наедине с Беневольским и он пытается ей рассказать о своих чувствах, но та даже слышать его не желает и уходит. Полюбин пытается объяснить Беневольскому, что Вариньке он неприятен и она не хочет иметь с ним ничего общего. Но студент уверен, что это не правда и списывает все на дамское кокетство. Полюбин понимает, что говорить с ним не о чем. Приходит Саблин и говорит, что Полюбина ждут к обеду, а сам он собирается в ресторан, куда может захватить с собой и студента. Настасья Ивановна в беседе с Полюбиным и Варинькой советует сказать, что якобы они все не хотят больше этой свадьбы. Звездов все сделает вопреки, как обычно, и Полюбин сможет жениться на девушке, чего и всем хочется.
Звездова, оставшись наедине с мужем, уговаривает его скорее выдать замуж Вариньку за Беневольского, а Полюбин, дескать, собирается жениться на другой. Она рассчитывает, что супруг все сделает наоборот, но тот неожиданно соглашается сделать так, как велит жена. Но в последний момент, видя недовольство Вариньки и сердитость жены, решает, что те хотят его просто задержать в городе, чтобы он не уехал в деревню. Признается, что сам ненавидит Беневольского и отдает Полюбину руку Вариньки. Все счастливы. Александр Петрович торопится ехать и велит сыграть свадьбу без него. Вбегает Федька — слуга Евлампия Аристарховича и ему все сообщают, чтобы он передал хозяину, что его невеста выходит замуж за другого, а они все сейчас едут на дачу, далеко отсюда.
Из ресторана возвращаются сильно навеселе Саблин и Беневольский. Федька пытается сказать господину то, что его накануне просили передать, но все нет возможности. Евгений Иванович замечает, что Евлампий Аристархович выливает стакан вина, которое он предложил ему распить дома, его это злит и он рассерженный едет домой. Пьяный студент читает вслух стихи и не слушает слугу. Является швейцар с вопросом о том, скоро ли студент освободит комнату, поскольку барин уехал в деревню, а барыня — на дачу. Слуга Федька тоже оставляет хозяина, поскольку тот проиграл последние деньги и не может ему платить. Прохоров предлагает Беневольскому должность корректора, которую он сначала хочет отклонить, но потом передумывает. Студент сокрушенно размышляет о том, как ветрены оказались все его мечты.

## Сравнение пьесы с «Горе от ума»

#### Сравнение Звёздова сФамусовым
Схожие черты в образах Звёздова и Фамусова, вдохновлённых один прототипом—дядей самого Грибоедова, подмечал ещё А. Н. Веселовский.

#### Сравнение Саблина соСкалозубом
Саблин согласно авторской трактовке — гусар, чуждающийся света, любитель выпить и пошуметь, грубоватый, но искренний. О подобном образе жизни Грибоедов в 1814 году отзывался в письме из Бреста Литовского.
Однако аракчеевщина координально поменяла образ. Можно сказать, что Скалозуб — не просто постаревший Саблин, но образ, переосмысленный в своей основе, и ставящий в приоритете чинопоклонство и карьеризм, как замену личностным достижениям, появилась брутальность и нелюбовь к просвещению. В 1817 году будущие Саблина Грибоедов представил в пьесе «Своя семья, или Замужняя невеста»:
Ты никогда гусарить не забудешь;

Все станешь вспоминать с восторгом старину,

И молодечество, и службу, и войну.

Я вижу уж тебя: ты в дядюшкины годы,

Как он в седых усах, про славные походы,

Про Лейпциг, Кульм, Париж без памяти кричишь,

Без милосердия все новое бранишь,

Свой полк, своих друзей, свои проказы славишь,

Повесам будущим себя примером ставишь,

И сердишься, что рано устарел.

#### Сравнение Беневольского сЧацким
И Чацкий, и Беневольский безумцы для своих обществ, однако последний в большей степени наивен и мечтателен. Он — шутовской персонаж, с которым в комедии связан мотив безумия. Черты шута, который гордится «пустых людей насмешками», присущи и Рославлеву, персонажу ещё одной грибоедовской (в соавторстве с Андреем Жандром) комедии — «Притворной неверности» (1817—1818) — вольного перевода пьесы французского комедиографа Никола-Томаса Барта. Так намечается тема безумия, развившаяся в «Горе от ума». Беневольский является предшественником Рославлева и Чацкого, переосмысливший свою романтическую натуру в пользу реализма.